# Partido Democrático Esloveno
O Partido Democrático Esloveno (em esloveno: Slovenska demokratska stranka, SDS) é um partido político da Eslovénia.
O partido foi fundado em 1989, com o nome de Partido Social-Democrata da Eslovénia, e, originalmente, estava situado no centro-esquerda e seguia uma ideologia social-democrata.
Em 1992, a ala social-democrata e liberal separa-se do partido, que, após isto, vira completamente no espectro político, situando-se, claramente, na direita, e, adoptando uma linha populista, nacionalista e, até, xenófoba. Com esta viragem no espectro, o SDS tornou-se, oficiosamente, o partido da Igreja Católica na Eslovénia.
A partir do ano 2000, o partido moderou-se, aproximando-se do centro-direita e, adoptando a democracia cristã, o conservadorismo, o conservadorismo liberal e o liberalismo económico como ideologias oficiais. Com esta moderação, o SDS começou a distanciar-se da Igreja Católica, apoiando a união civil entre casais homossexuais e a pesquisa de células embrionárias.
O partido é liderado por Janez Janša e, integra o Partido Popular Europeu, a Internacional Democrata Centrista e a União Internacional Democrata.

## Nomes
- Partido Social-Democrata da Eslovénia (1989-2003)
- Partido Democrático da Eslovénia (2003-actualidade)

## Resultados eleitorais

### Eleições legislativas
| Data | CI. | Votos   | %             | +/-  | Deputados | +/- | Status   |
| ---- | --- | ------- | ------------- | ---- | --------- | --- | -------- |
| 1990 | 7.º | 79 951  | 7,4 / 100,00  |      | 6 / 80    |     | Governo  |
| 1992 | 8.º | 39 675  | 3,3 / 100,00  | 4,1  | 4 / 90    | 2   | Governo  |
| 1996 | 3.º | 172 470 | 16,1 / 100,00 | 12,8 | 16 / 90   | 12  | Oposição |
| 2000 | 2.º | 170 228 | 15,8 / 100,00 | 0,3  | 14 / 90   | 2   | Oposição |
| 2004 | 1.º | 281 710 | 29,1 / 100,00 | 13,3 | 29 / 90   | 15  | Governo  |
| 2008 | 2.º | 307 735 | 29,3 / 100,00 | 0,2  | 28 / 90   | 1   | Oposição |
| 2011 | 2.º | 288 719 | 26,2 / 100,00 | 3,1  | 26 / 90   | 2   | Governo  |
| 2014 | 2.º | 181 052 | 20,7 / 100,00 | 5,5  | 21 / 90   | 5   | Oposição |
| 2018 | 1.º | 222 042 | 24,9 / 100,00 | 4,2  | 25 / 90   | 4   | Oposição |

### Eleições europeias
| Data | CI. | Votos   | %             | +/- | Deputados  | +/-     |
| ---- | --- | ------- | ------------- | --- | ---------- | ------- |
| 2004 | 3.º | 76 945  | 17,7 / 100,00 |     | 2 / 7      |         |
| 2009 | 1.º | 123 369 | 26,7 / 100,00 | 9,0 | 2 / 73 / 8 | 1       |
| 2014 | 1.º | 99 643  | 24,8 / 100,00 | 1,9 | 3 / 8      | Estável |
| 2019 | 1.º | 124 634 | 26,4 / 100,00 | 1,6 | 2 / 8      | 1       |